# ルイス・ウィリアムズ・ダグラス

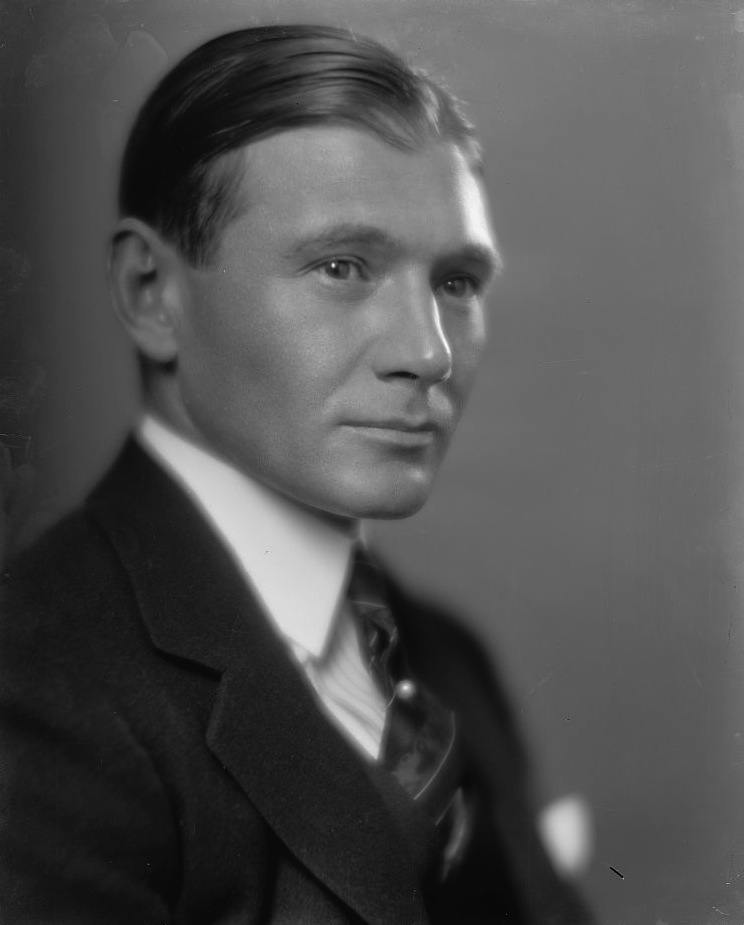
ルイス・ウィリアムズ・ダグラス

ルイス・ウィリアムズ・ダグラス（Lewis Williams Douglas、1894年7月2日 - 1974年3月7日）は、アメリカ合衆国の政治家、外交官、教育者である。

## 生涯
アリゾナ州コーチーズ郡ビズビー (Bisbee) にて、ジェームズ・ダグラスの息子として出生。1916年にアマースト・カレッジを卒業。第一次世界大戦中の1917年8月15日、少尉に任命された。このとき彼は、マサチューセッツ工科大学に在学中であった。中尉に昇進した彼は、1919年2月18日に除隊されるまで、第91歩兵師団のassistant G-3 staffとして務めた。
戦後、彼は父の所有するUnited Verde Extension社の鉱山（アリゾナ州ジェローム）で勤務し、のちアマースト・カレッジの歴史教員となった。1923年、彼はアリゾナ州下院議員選に当選し、1925年まで務めた。1927年、第70議会下院議員選で民主党から立候補して当選し、第72議会と第73議会で再選された。第73議会前の1933年3月4日に引退した。
1933年3月7日、彼はフランクリン・ローズヴェルト大統領から予算局長に任命され、1934年8月31日まで務めた。1934年、赤字の垂れ流しを批判してニュー・ディールと決別した。国際主義者であった彼は1940年アメリカ合衆国大統領選挙の際にはウェンデル・L・ウィルキーを支持した。
1934年から1937年にかけて、アメリカン・サイアナミド社 (American Cyanamid Co.) の副社長を務めた。1938年1月から1939年12月にかけて、マギル大学の第10代学長及び副学長を務めた。第二次世界大戦が勃発すると、米国に戻った。
1942年から1944年にかけて主要戦時機関である戦時海運局の長を、1947年から1951年まで駐英大使を務めた。1953年、大統領から対外経済問題政府調査団の団長に任命され、また1966年から1967年まで大統領専門調査団の一員を務めた。
1964年から1965年にかけて、ゼネラル・モータースの取締役を、また1949年から1966年にかけて、南アリゾナ信託銀行 (Southern Arizona Bank & Trust Co.) の取締役を務めた。
引退後は、アリゾナ州ソノイタ (Sonoita) の大農場で過ごした。1974年3月7日にアリゾナ州タクソン (Tucson) で死去し、荼毘に付された。
彼には、娘シャーマン・ダグラス (Sharman Douglas) がいた。